# Голос (Россия, сезон 12)
Двенадцатый сезон вокального телешоу «Голос» транслировался на российском «Первом канале» в период с 19 января по 27 апреля 2024 года. Наставниками в этом сезоне стали Владимир Пресняков, Полина Гагарина, Zivert и Антон Беляев.
Богдан Шувалов стал победителем сезона, а Георгий Русских, Алексей Сулима и Анастасия Садковская заняли второе, третье и четвёртое места соответственно. С результатом в 32 % лучшей наставницей сезона стала Полина Гагарина.

## Наставники

Наставники сезона
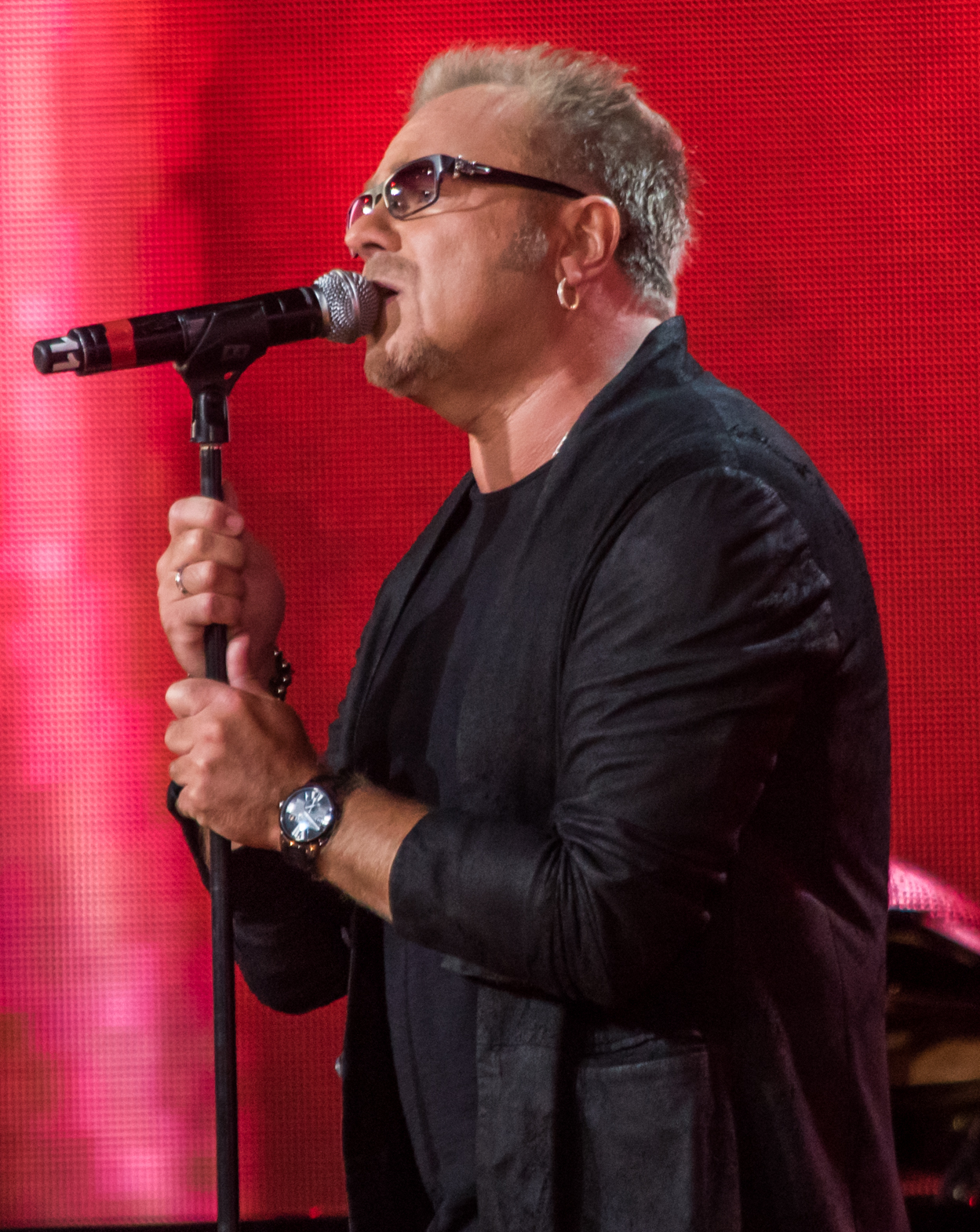
Владимир Пресняков
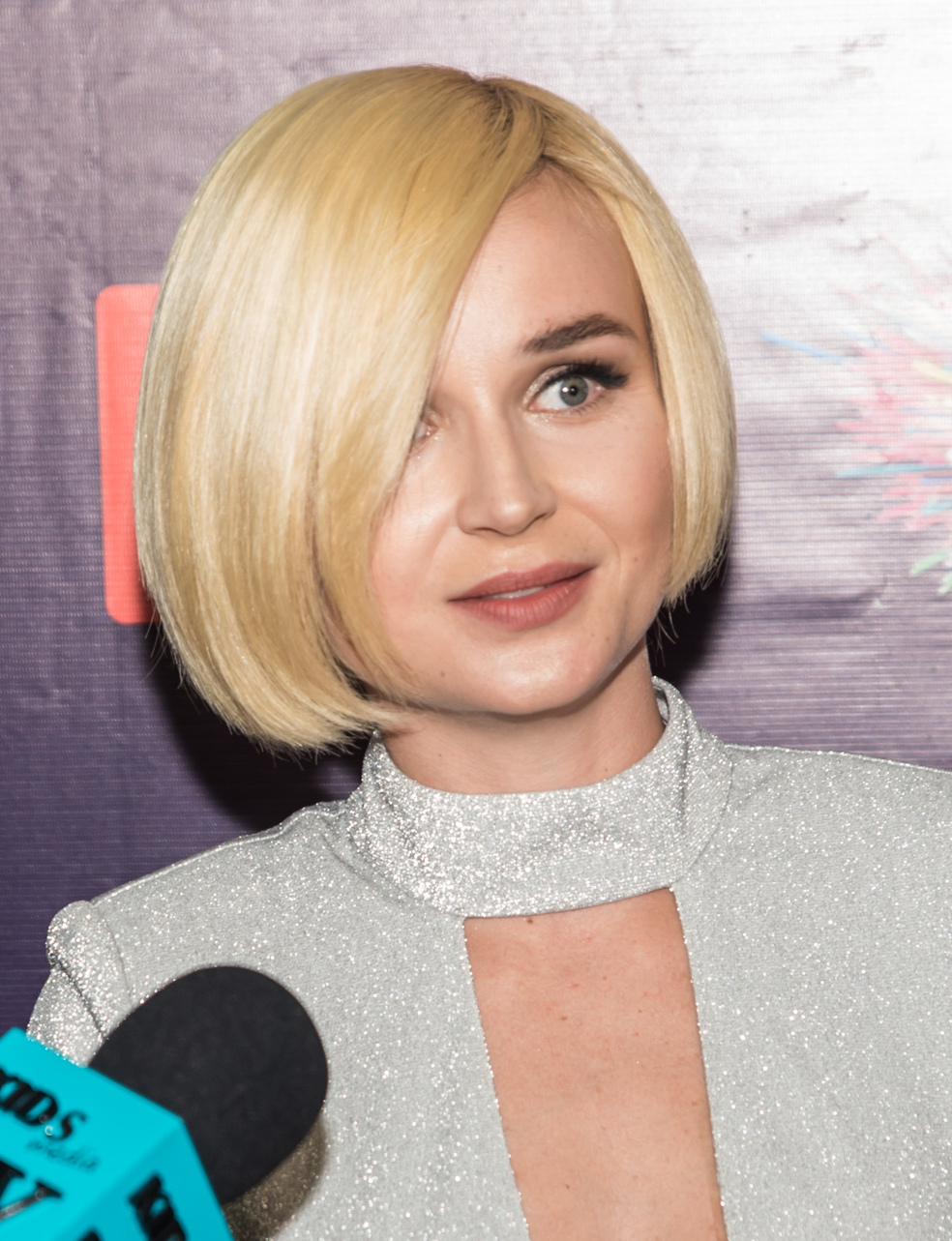
Полина Гагарина
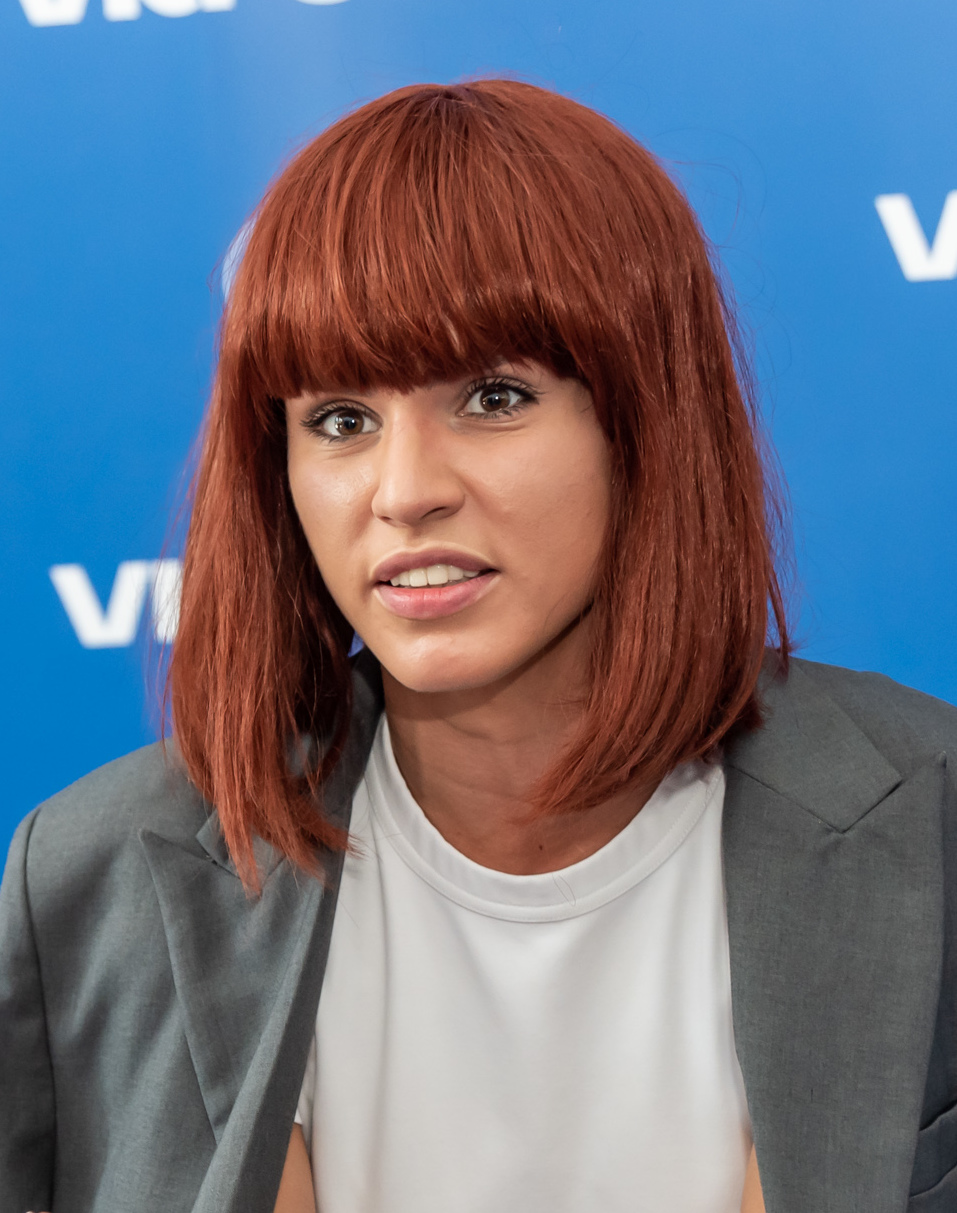
Zivert
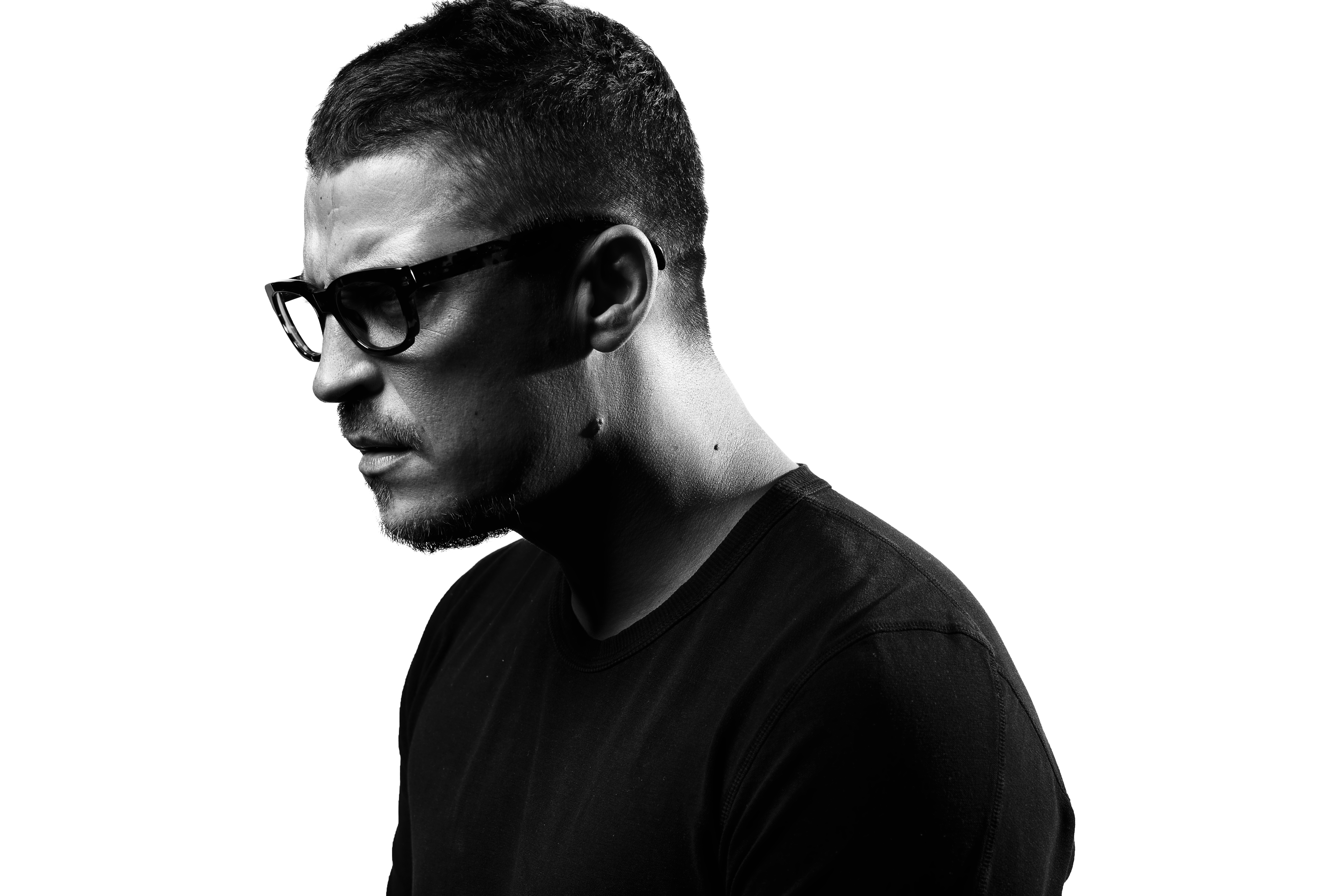
Антон Беляев

- Владимир Пресняков — советский и российский певец, музыкант-клавишник, композитор.
- Полина Гагарина — российская эстрадная певица, победительница второго сезона проекта «Фабрика звёзд», представительница России на песенном конкурсе «Евровидение-2015», где заняла 2-е место.
- Zivert — российская певица, телеведущая, актриса дубляжа, лауреатка премий «RU.TV», «МУЗ-ТВ», «ЖАРА», «Золотой граммофон», «Песня года».
- Антон Беляев — российский музыкант, основатель и фронтмен группы «Therr Maitz», музыкальный продюсер, композитор, участник второго сезона проекта «Голос».

## Команды
| - Победитель - Второе место - Третье место - Четвёртое место | - Выбыл в полуфинале - Выбыл в четвертьфинале - Спасён в нокаутах (имя вычеркнуто) - Выбыл в нокаутах - Выбыл в поединках |  |

| Наставники                             | Топ 48 участников                 | Топ 48 участников     | Топ 48 участников    | Топ 48 участников   | Топ 48 участников | Топ 48 участников |
| -------------------------------------- | --------------------------------- | --------------------- | -------------------- | ------------------- | ----------------- | ----------------- |
| Владимир Пресняков                     |                                   |                       |                      |                     |                   |                   |
| Георгий Русских                        | Дарья Звездина                    | Анастасия Мартынова   | Александр Новиков    | Арсен Джалавян      |                   |                   |
| Вита Макурина                          | Марьяна Чукова                    | Ирина Зорина          | Анастасия Паньшина   | Гор Габриелян       |                   |                   |
| Вероника Новикова                      | Станислав Акулов и Марианна Руссу | Илья Булыгин          |                      |                     |                   |                   |
| Полина Гагарина                        |                                   |                       |                      |                     |                   |                   |
| Богдан Шувалов                         | Евгений Курчич                    | Алина Калашникова     | Дарья Звездина       | Диана Макарова      |                   |                   |
| Инна Евтушенко                         | Софья Льорет                      | Ксения Мурашова       | Эльза Юсупова        | Александр Власенков |                   |                   |
| Фахриддин Хакимов                      | Дана Соколова                     | Роман Трифонов        |                      |                     |                   |                   |
| Zivert                                 |                                   |                       |                      |                     |                   |                   |
| Алексей Сулима                         | Полина Чусовитина                 | Анатолий Колмагоров   | Алина Калашникова    | Мажд Акрут          |                   |                   |
| Карина Кагермазова                     | Кельвин Овето                     | Анатолий Кормановский | Анастасия Бучковская | Мурад Ибрагимов     |                   |                   |
| Самир Вишняков                         | Ева Авакян                        | Пётр Родионов         |                      |                     |                   |                   |
| Антон Беляев                           |                                   |                       |                      |                     |                   |                   |
| Анастасия Садковская                   | Бэка Шошиашвили                   | Александр Новиков     | Анатолий Колмагоров  | Эмма Дергилева      |                   |                   |
| Марина Яковлева                        | Анна Иванова                      | Елизавета Денисова    | Олег Прокуратов      | Павел Мурашов       |                   |                   |
| Даниил Беспалов                        | Виолетта Ткаченко                 | Юнисель Гонсалес      |                      |                     |                   |                   |
| Спасённые участники выделены курсивом. |                                   |                       |                      |                     |                   |                   |

## Слепые прослушивания
В этом сезоне снова реализована кнопка «Заблокировать», появившаяся в прошлом сезоне. Каждый наставник может воспользоваться ею 4 раза.

### Выпуск № 1: Слепые прослушивания. 1-я неделя
Выпуск вышел в эфир 19 января 2024 года. В начале выпуска наставники сезона Владимир Пресняков, Полина Гагарина, Zivert и Антон Беляев исполнили песню «Fantasy» группы Earth, Wind & Fire.
| № | Исполнитель                                                    | Песня                                                   | Выбор участников и наставников | Выбор участников и наставников | Выбор участников и наставников | Выбор участников и наставников |
| № | Исполнитель                                                    | Песня                                                   | Пресняков                      | Гагарина                       | Zivert                         | Беляев                         |
| - | -------------------------------------------------------------- | ------------------------------------------------------- | ------------------------------ | ------------------------------ | ------------------------------ | ------------------------------ |
| 1 | Анастасия Садковская (21 год, г. Калинковичи, Беларусь )       | «Этот поцелуй» (Эрика Лундмоен / Глеб Левашкеви)        |                                | ✘                              | ✘                              |                                |
| 2 | Алексей Сулима (33 года, г. Барнаул, Алтайский край)           | «Сам тебя выдумал» (Михаил Бублик)                      | —                              |                                |                                |                                |
| 3 | Анастасия Мартынова (29 лет, г. Санкт-Петербург)               | «Set Fire to the Rain» (Адель Эдкинс / Фрейзер Смит)    |                                |                                | ✘                              | ✘                              |
| 4 | Арсен Джалавян (34 года, г. Пятигорск, Ставропольский край)    | «Я — то, что надо» (Валерий Сюткин)                     |                                | —                              | —                              | —                              |
| 5 | Ирина Зорина (38 лет, г. Пермь)                                | «Stop!» (Брюс Броди / Сэм Браун / Грэгг Саттон)         |                                | ✘                              | —                              | —                              |
| 6 | Александр Крузе (32 года, г. Тула)                             | «Очарована» (Михаил Звездинский / Николой Заболоцкий)   | —                              | —                              | —                              | —                              |
| 7 | Эльза Юсупова (22 года, с. Высокая Гора, Республика Татарстан) | «Con te partirò» (Франческо Сартори / Лучио Кварантото) | —                              |                                | —                              | —                              |
| 8 | Александр Шаботинский (35 лет, г. Иваново)                     | «В самое сердце» (Александр Пенкин)                     | —                              | —                              | —                              | —                              |
| 9 | Анастасия Паньшина (29 лет, п. Новопсков, Украина )            | «Спектакль окончен» (Константин Меладзе)                |                                |                                | —                              | —                              |

### Выпуск № 2: Слепые прослушивания. 2-я неделя
Выпуск вышел в эфир 26 января 2024 года.
| №  | Исполнитель                                                           | Песня                                                            | Выбор участников и наставников | Выбор участников и наставников | Выбор участников и наставников | Выбор участников и наставников |
| №  | Исполнитель                                                           | Песня                                                            | Пресняков                      | Гагарина                       | Zivert                         | Беляев                         |
| -- | --------------------------------------------------------------------- | ---------------------------------------------------------------- | ------------------------------ | ------------------------------ | ------------------------------ | ------------------------------ |
| 1  | Илья Булыгин (25 лет, г. Воронеж)                                     | «Не плачь» (Ренат Джанибеков)                                    |                                |                                |                                | —                              |
| 2  | Дарья Звездина (24 года, г. Красноярск)                               | «Ласточка» (Анна Пингина)                                        | —                              |                                | —                              |                                |
| 3  | Олег Прокуратов (39 лет, г. Люберцы, Московская область)              | «The Best» (Майк Чепмен / Найт Холли)                            | ✘                              | —                              | —                              |                                |
| 4  | Анна Трубецкая (24 года, г. Могилёв, Беларусь )                       | «Я тебе не верю» (Виктор Дробыш / Елена Стюф)                    | —                              | —                              | —                              | —                              |
| 5  | Богдан Шувалов (26 лет, г. Санкт-Петербург)                           | «Lovely» (Билли О’Коннелл / Финнеас О'Коннелл)                   |                                |                                | ✘                              |                                |
| 6  | Наталия Калюжная (27 лет, п. Красные Баррикады, Астраханская область) | «Потерянный рай» (Сергей Терентьев / Маргарита Пушкина)          | —                              | —                              | —                              | —                              |
| 7  | Иван Дятлов (24 года, г. Вичуга, Ивановская область)                  | «Livin’ la Vida Loca» (Дезмонд Чайлд / Драко Роза)               | —                              | —                              | —                              | —                              |
| 8  | Вероника Новикова (27 лет, г. Коломна, Московская область)            | «Никак» (Джахид Гусейнли)                                        |                                | ✘                              |                                | ✘                              |
| 9  | Пётр Родионов (37 лет, г. Санкт-Петербург)                            | «Шанхай-блюз» (Евгений Маргулис / Валерий Сюткин / Сергей Миров) | —                              | —                              |                                | —                              |
| 10 | Виолетта Ткаченко (20 лет, г. Ростов-на-Дону)                         | «Hotel California» (Фелдер Дон / Гленн Фрай / Дон Хенли)         | —                              | —                              | —                              |                                |

### Выпуск № 3: Слепые прослушивания. 3-я неделя
Выпуск вышел в эфир 2 февраля 2024 года.
| №  | Исполнитель                                                    | Песня                                                                                     | Выбор участников и наставников | Выбор участников и наставников | Выбор участников и наставников | Выбор участников и наставников |
| №  | Исполнитель                                                    | Песня                                                                                     | Пресняков                      | Гагарина                       | Zivert                         | Беляев                         |
| -- | -------------------------------------------------------------- | ----------------------------------------------------------------------------------------- | ------------------------------ | ------------------------------ | ------------------------------ | ------------------------------ |
| 1  | Елизавета Денисова (25 лет, г. Тула)                           | «Nothing Compares 2 U» (Принс Нельсон)                                                    |                                |                                |                                |                                |
| 2  | Георгий Русских (20 лет, п. Новозавидовский, Тверская область) | «Вечно молодой» (Сергей Бобунец / Олег Гененфельд)                                        |                                |                                | —                              | —                              |
| 3  | Мария Чекунова (20 лет, г. Москва)                             | «Белая вишня» (Евгений Мартынов / Владимир Харитонов)                                     | —                              | —                              | —                              | —                              |
| 4  | Сергей Шнуров (50 лет, г. Санкт-Петербург)                     | «Терминатор» (Сергей Шнуров)                                                              |                                |                                |                                |                                |
| 5  | Марья Булыгина (18 лет, г. Москва)                             | «Одиночка» (Виктория Которова)                                                            | —                              | —                              | —                              | —                              |
| 6  | Мажд Акрут (23 года, г. Келибия, Тунис )                       | «Desert Rose» (Говард Самнер / Мухамад Хелифати)                                          |                                |                                |                                |                                |
| 7  | Диана Макарова (20 лет, г. Симферополь, Украина )              | «Озеро надежды» (Игорь Николаев)                                                          | —                              |                                | —                              | —                              |
| 8  | Бэка Шошиашвили (33 года, г. Тбилиси, Грузия )                 | «Люби меня, люби» (Александр Козлов / Евгений Орлов / Дмитрий Панфилов / Андрей Репников) |                                |                                | —                              |                                |
| 9  | Вера Егорова (36 лет, г. Таллин, Эстония )                     | «Mon mec à moi» (Франсуа Бернхайм / Дидье Барбеливьен)                                    | —                              | —                              | —                              | —                              |
| 10 | Инна Евтушенко (34 года, г. Балхаш, Казахстан )                | «Круги на воде» (Дария Ставрович / Сергей Боголюбский / Игорь Лобанов)                    | —                              |                                | —                              | —                              |

### Выпуск № 4: Слепые прослушивания. 4-я неделя
Выпуск вышел в эфир 9 февраля 2024 года.
| №  | Исполнитель | Песня                                                                | Выбор участников и наставников | Выбор участников и наставников | Выбор участников и наставников | Выбор участников и наставников |
| №  | Исполнитель | Песня                                                                | Пресняков                      | Гагарина                       | Zivert                         | Беляев                         |
| -- | --- | -------------------------------------------------------------------- | ------------------------------ | ------------------------------ | ------------------------------ | ------------------------------ |
| 1  | Даниил Беспалов (22 года, г. Тольятти, Самарская область)                                                      | «Когда молод был» (Сергей Старостин / Андрей Котов / слова народные) |                                |                                | —                              |                                |
| 2  | Анастасия Бучковская (27 лет, г. Санкт-Петербург)                                                              | «A Song for You» (Леон Расселл)                                      |                                |                                |                                | ✘                              |
| 3  | Фахриддин Хакимов (32 года, г. Истаравшан, Таджикистан )                                                       | «Беловежская пуща» (Александра Пахмутова / Николай Добронравов)      | —                              |                                | —                              |                                |
| 4  | Полина Чирикова (22 года, г. Екатеринбург, Свердловская область)                                               | «Тридцать первая весна» (Диана Арбенина)                             | —                              | —                              | —                              | —                              |
| 5  | Юнисель Гонсалес (38 лет, г. Ольгин, Куба )                                                                    | «Volare» (Доменико Модуньо / Франко Мильяччи)                        | —                              |                                | —                              |                                |
| 6  | Анна Кравченко (27 лет, г. Волгоград)                                                                          | «Life» (Юлия Зиверт / Арутюн Тамамян / Богдан Леонович)              | —                              | —                              | —                              | —                              |
| 7  | Анатолий Колмагоров (25 лет, г. Саранск, Республика Мордовия)                                                  | «На белом покрывале января» (Сергей Васюта)                          |                                | —                              |                                |                                |
| 8  | Станислав Акулов / Марианна Руссу (49 лет / 33 года, г. Тамбов / г. Ноябрьск, Ямало-Ненецкий автономный округ) | «Stumblin’ In» (Майк Чепмен / Никки Чинн)                            |                                | —                              | —                              | —                              |
| 9  | Майя Сайфулина (29 лет, г. Казань, Республика Татарстан)                                                       | «К единственному, нежному…» (Игорь Еськов / Регина Лисиц)            | —                              | —                              | —                              | —                              |
| 10 | Дана Соколова (27 лет, г. Рига, Латвия )                                                                       | «Индиго» (Марк Лукашев)                                              | —                              |                                | —                              | —                              |

### Выпуск № 5: Слепые прослушивания. 5-я неделя
Выпуск вышел в эфир 16 февраля 2024 года.
| №  | Исполнитель                                                              | Песня                                                                             | Выбор участников и наставников | Выбор участников и наставников | Выбор участников и наставников | Выбор участников и наставников |
| №  | Исполнитель                                                              | Песня                                                                             | Пресняков                      | Гагарина                       | Zivert                         | Беляев                         |
| -- | ------------------------------------------------------------------------ | --------------------------------------------------------------------------------- | ------------------------------ | ------------------------------ | ------------------------------ | ------------------------------ |
| 1  | Полина Чусовитина (27 лет, г. Екатеринбург, Свердловская область)        | «Пропадаю я» (Игорь Еськов / Регина Лисиц)                                        |                                |                                |                                | —                              |
| 2  | Евгений Курчич (33 года г. Слуцк Беларусь )                              | «Ты не целуй» (Вадим Усланов / Михаил Гуцериев)                                   | —                              |                                | —                              | —                              |
| 3  | Полина Парфёнова (22 года, г. Волгоград)                                 | «Бросай» (Виктория Которова)                                                      | —                              | —                              | —                              | —                              |
| 4  | Эмма Дергилева (20 лет, г. Кишинёв, Молдова )                            | «idontwannabeyouanymore» (Билли О’Коннелл / Финнеас О’Коннелл)                    |                                | —                              | —                              |                                |
| 5  | Георгий Луценко (35 лет, г. Мариуполь, Украина )                         | «Казанова» (Алексей Гарнизов / Николай Зиновьев)                                  | —                              | —                              | —                              | —                              |
| 6  | Мария Корель (35 лет, г. Архангельск)                                    | «That Man» (Винсент Дегиорджио / Дэвид Шреус)                                     | —                              | —                              | —                              | —                              |
| 7  | Самир Вишняков (33 года, г. Петрозаводск, Республика Карелия)            | «Песня на бис» (Раймонд Паулс / Андрей Вознесенский)                              | —                              |                                |                                | —                              |
| 8  | Карина Кагермазова (18 лет, г. Нальчик, Кабардино-Балкарская Республика) | «Шёлковое сердце» (Павел Титов / Константин Арсенев)                              | —                              | —                              |                                | —                              |
| 9  | Павел Мурашов (41 год, г. Москва)                                        | «Sacrifice» (Элтон Джон / Берни Топин)                                            | —                              |                                |                                |                                |
| 10 | Ксения Мурашова (31 год, г. Челябинск)                                   | «Shallow» (Эндрю Блэкмор / Стефани Джерманотта / Марк Ронсон / Энтони Россомандо) |                                |                                | ✘                              |                                |

### Выпуск № 6: Слепые прослушивания. 6-я неделя
Выпуск вышел в эфир 1 марта 2024 года.
| №  | Исполнитель                                                      | Песня                                                   | Выбор участников и наставников | Выбор участников и наставников | Выбор участников и наставников | Выбор участников и наставников |
| №  | Исполнитель                                                      | Песня                                                   | Пресняков                      | Гагарина                       | Zivert                         | Беляев                         |
| -- | ---------------------------------------------------------------- | ------------------------------------------------------- | ------------------------------ | ------------------------------ | ------------------------------ | ------------------------------ |
| 1  | Роман Трифонов (19 лет, г. Аткарск, Саратовская область)         | «Есть только миг» (Александр Зацепин / Леонид Дербенёв) | —                              |                                | —                              | —                              |
| 2  | Злата Маликова (18 лет г. Новомосковск, Тульская область)        | «Пташечка» (музыка и слова народные)                    | —                              | —                              | —                              | —                              |
| 3  | Александр Новиков (35 лет, г. Сергиев Посад, Московская область) | «Мама» (Сергей Крутиков)                                |                                |                                |                                | —                              |
| 4  | Вита Макурина (33 года, г. Хабаровск)                            | «Колыбельная» (Полина Гагарина)                         |                                | —                              | —                              | —                              |
| 5  | Анатолий Кормановский (35 лет, г. Братск, Иркутская область)     | «Too Close» (Алекс Клэр / Джим Дугид)                   | ✘                              |                                |                                | ✘                              |
| 6  | INSTASAMKA (23 года, г. Тобольск, Тюменская область)             | «За деньги да» (Олег Еропкин)                           |                                |                                |                                | —                              |
| 7  | Кельвин Овето (33 года, г. Варри, Нигерия )                      | «I Want It That Way» (Карл Сэндберг / Андреас Карлссон) | —                              | —                              |                                | —                              |
| 8  | Ева Авакян (18 лет, г. Реутов, Московская область)               | «Golden Slumbers» (Пол Маккартни / Джон Леннон)         | —                              |                                |                                | —                              |
| 9  | Николай Орлов (33 года, г. Москва)                               | «Улица роз» (Виталий Дубинин / Маргарита Пушкина)       | —                              | —                              | —                              | —                              |
| 10 | Анна Иванова (19 лет, г. Москва)                                 | «Deedles blues» (Морген Адз)                            |                                |                                |                                |                                |

### Выпуск № 7: Слепые прослушивания. 7-я неделя
Изначально выпуск должен был выйти в эфир 8 марта 2024 года, но из-за стабилизации рейтинговых показателей вечернего прайм-тайма для других телешоу (в основном — финал шоу «Ну-ка, все вместе! Хором!» на телеканале «Россия-1», «Маска» на телеканале «НТВ» и «Выживалити» на телеканале «Пятница!»), он был перенесён на день позже — 9 марта 2024 года.
В этом выпуске впервые в истории «Голоса» лучшим наставником стали сразу два человека: Владимир Пресняков и Полина Гагарина, они оба набрали 34 % зрительских голосов.
| №  | Исполнитель                                                                   | Песня                                                                    | Выбор участников и наставников | Выбор участников и наставников | Выбор участников и наставников | Выбор участников и наставников |
| №  | Исполнитель                                                                   | Песня                                                                    | Пресняков                      | Гагарина                       | Zivert                         | Беляев                         |
| -- | ----------------------------------------------------------------------------- | ------------------------------------------------------------------------ | ------------------------------ | ------------------------------ | ------------------------------ | ------------------------------ |
| 1  | Евгений Лепихин (35 лет, г. Шатки, Нижегородская область)                     | «Mambo Italiano» (Боб Меррилл)                                           | —                              | —                              | —                              | —                              |
| 2  | Софья Льорет (17 лет, г. Москва)                                              | «You Lost Me» (Кристина Агилера / Сиа Фёрлер / Сэмюэль Диксон)           |                                |                                | ✘                              |                                |
| 3  | Мурад Ибрагимов (21 год, г. Пятигорск, Ставропольский край)                   | «Солдат любви» (Байгали Серкебаев / Еркеш Шакеев)                        | —                              | —                              |                                | —                              |
| 4  | Карина Газиянц (32 года, г. Ташкент, Узбекистан )                             | «Беспощадная правда» (Владимир Пресняков-старший / Леонид Дербенёв)      | —                              | —                              | —                              | —                              |
| 5  | Александр Власенков (29 лет, г. Тула)                                         | «Таня, Танюша» (Сергей Старостин / слова народные)                       | —                              |                                | —                              | —                              |
| 6  | Марьяна Чукова (28 лет, г. Должанск, Украина )                                | «Easy on Me» (Грэг Кёрстин / Адель Адкинс)                               |                                | Полная команда                 | ✘                              | —                              |
| 7  | Елизавета Долженкова (18 лет, г. Благовещенск, Амурская область)              | «Ах, мамочка» (Александр Флярковский / Леонид Дербенёв)                  | —                              | Полная команда                 | —                              | —                              |
| 8  | Гор Габриелян (21 год, г. Новороссийск, Краснодарский край)                   | «Капкан» (Матвей Мельников)                                              |                                | Полная команда                 | —                              | —                              |
| 9  | Марина Яковлева (30 лет, г. Сургут, Ханты-Мансийский автономный округ — Югра) | «Город влюблённых людей» (Вадим Гамалия / Виктор Орлов)                  |                                |                                | —                              |                                |
| 10 | Дмитрий Лошкарёв (27 лет, г. Губкин, Белгородская область)                    | «No Roots» (Элис Мертон / Николас Ребшер)                                | Полная команда                 | Полная команда                 | —                              | Полная команда                 |
| 11 | Юлия Байбикова (29 лет, г. Саратов)                                           | «Жди меня» (Уолтер Афанасьефф / Юлия Началова-Алдонина / Лариса Крылова) | Полная команда                 | Полная команда                 | —                              | Полная команда                 |
| 12 | Алина Калашникова (20 лет, г. Изобильный, Ставропольский край)                | «Lovefool» (Петер Свенссон / Нина Перссон)                               |                                |                                |                                |                                |

## Поединки

### Выпуски № 8-9: Поединки
Этап «Поединки» начался 15 марта и завершился 22 марта 2024 года. 24 участника, которые выиграли свои поединки, прошли в этап «Нокауты».
| Выпуск              | Наставник          | №  | Победитель           | Песня                                                                                                  | Проигравший                       |
| ------------------- | ------------------ | -- | -------------------- | --- | --------------------------------- |
|                     |                    |    |                      | |                                   |
| Выпуск 8 (15 марта) | Владимир Пресняков | 1  | Александр Новиков    | «Кустурица» (Борис Бурдаев / Константин Бурдаев)                                                       | Илья Булыгин                      |
| Выпуск 8 (15 марта) | Антон Беляев       | 2  | Анатолий Колмагоров  | «Fragile» (Гордон Самнер)                                                                              | Юнисель Гонсалес                  |
| Выпуск 8 (15 марта) | Zivert             | 3  | Алина Калашникова    | «Ночь» / «Стрелы» (Андрей Клементьев / Антонина Чайкина / Маркас Маркулис)                             | Пётр Родионов                     |
| Выпуск 8 (15 марта) | Полина Гагарина    | 4  | Дарья Звездина       | «Туда» (Инна Курченко)                                                                                 | Роман Трифонов                    |
| Выпуск 8 (15 марта) | Владимир Пресняков | 5  | Арсен Джалавян       | «Hot Stuff» (Пит Беллотт / Уильям Бланчард / Гарольд Фальтермейкер)                                    | Станислав Акулов / Марианна Руссу |
| Выпуск 8 (15 марта) | Антон Беляев       | 6  | Анна Иванова         | «Поговори со мною, мама» (Владимир Мигуля / Виктор Гинзбурский)                                        | Виолетта Ткаченко                 |
| Выпуск 8 (15 марта) | Zivert             | 7  | Мажд Акрут           | «7 Seconds» (Нене Черри / Камерон Маквей / Юссу Н’Дур / Джонатан Шарп)                                 | Ева Авакян                        |
| Выпуск 8 (15 марта) | Полина Гагарина    | 8  | Инна Евтушенко       | «Роза чайная» / «It’s Raining Men» (Кай Метов / Владимир Степанов / Пол Джабара / Пол Шаффер)          | Дана Соколова                     |
| Выпуск 8 (15 марта) | Владимир Пресняков | 9  | Георгий Русских      | «Бросай» (Виктория Которова)                                                                           | Вероника Новикова                 |
| Выпуск 8 (15 марта) | Антон Беляев       | 10 | Марина Яковлева      | «Дорога» (Леонид Фёдоров / Дмитрий Озёрский)                                                           | Даниил Беспалов                   |
| Выпуск 8 (15 марта) | Полина Гагарина    | 11 | Софья Льорет         | «You Raise Me Up» (Брендан Грэм / Рольф Лёвленд)                                                       | Фахриддин Хакимов                 |
| Выпуск 8 (15 марта) | Zivert             | 12 | Алексей Сулима       | «Проститься» (Владимир Кристовский)                                                                    | Самир Вишняков                    |
|                     |                    |    |                      | |                                   |
| Выпуск 9 (22 марта) | Полина Гагарина    | 1  | Евгений Курчич       | «Ах, ты, степь широкая» (Пётр Триодин)                                                                 | Александр Власенков               |
| Выпуск 9 (22 марта) | Zivert             | 2  | Полина Чусовитина    | «Лебединая» (Сергей Пархоменко)                                                                        | Мурад Ибрагимов                   |
| Выпуск 9 (22 марта) | Антон Беляев       | 3  | Анастасия Садковская | «More Than Words» (Нуно Беттанкур / Гэри Чероне)                                                       | Павел Мурашов                     |
| Выпуск 9 (22 марта) | Владимир Пресняков | 4  | Вита Макурина        | «Отпусти» (Роман Мясников / Борис Габараев / Тимур Юнусов / Денис Устименко-Вейнштеин / Артём Умрихин) | Гор Габриелян                     |
| Выпуск 9 (22 марта) | Полина Гагарина    | 5  | Богдан Шувалов       | «A Whole New World» (Алан Менкен / Тим Райс)                                                           | Эльза Юсупова                     |
| Выпуск 9 (22 марта) | Антон Беляев       | 6  | Бэка Шошиашвили      | «Самолёт» (Александр Шульгин / Андрей Зуев)                                                            | Олег Прокуратов                   |
| Выпуск 9 (22 марта) | Полина Гагарина    | 7  | Диана Макарова       | «Новый герой» (Андрей Литягин / Светлана Разина)                                                       | Ксения Мурашова                   |
| Выпуск 9 (22 марта) | Zivert             | 8  | Кельвин Овето        | «Insatiable» (Даррен Хейз / Уолтер Афанасьефф)                                                         | Анастасия Бучковская              |
| Выпуск 9 (22 марта) | Владимир Пресняков | 9  | Марьяна Чукова       | «День опять погас» (Нурлан Мамбетов / Анжелика Варум)                                                  | Анастасия Паньшина                |
| Выпуск 9 (22 марта) | Zivert             | 10 | Карина Кагермазова   | «Don’t Speak» (Гвен Стефани / Эрик Стефани)                                                            | Анатолий Кормановский             |
| Выпуск 9 (22 марта) | Антон Беляев       | 11 | Эмма Дергилева       | «Опять метель» (Константин Меладзе / Джахан Поллыева)                                                  | Елизавета Денисова                |
| Выпуск 9 (22 марта) | Владимир Пресняков | 12 | Анастасия Мартынова  | «Toxic» (Кэти Деннис / Кристиан Карлссон / Генрик Джонбэк / Понтус Уиннберг)                           | Ирина Зорина                      |

## Нокауты

### Выпуски № 10-11: Нокауты
Этап «Нокауты» начался 29 марта и завершился 5 апреля 2024 года. В каждой команде каждого наставника осталось шесть участников. Наставники разделили свою команду на две тройки и оставили в проекте лишь одного вокалиста из каждой тройки. Как и в прошлом сезоне, на этом этапе у каждого наставника есть возможность спасения одного участника из другой команды. В Четвертьфинал прошли по два участника от каждой команды, а также спасённые наставниками.
| Выпуск               | Наставник          | № | Песня | Участники            | Участники           | Песня | Спасение       | Спасение   | Спасение       | Спасение       |
| Выпуск               | Наставник          | № | Песня | Победитель           | Проигравшие         | Песня | Пресняков      | Гагарина   | Zivert         | Беляев         |
| -------------------- | ------------------ | - | --- | -------------------- | ------------------- | --- | -------------- | ---------- | -------------- | -------------- |
|                      |                    |   | |                      |                     | |                |            |                |                |
| Выпуск 10 (29 марта) | Антон Беляев       | 1 | «Мимоходом» (Игорь Николаев) | Анастасия Садковская | Анатолий Колмагоров | «Песня о далёкой Родине» (Микаэл Таривердиев / Роберт Рождественский)                                         | —              |            |                | Недоступно     |
| Выпуск 10 (29 марта) | Антон Беляев       | 1 | «Мимоходом» (Игорь Николаев) | Анастасия Садковская | Анна Иванова        | «As» (Стиви Уандер)                                                                                           | —              | —          | Полная команда | Недоступно     |
| Выпуск 10 (29 марта) | Zivert             | 2 | «Улетаю» (Байгали Серкебаев) | Полина Чусовитина    | Кельвин Овето       | «Maria Maria» (Карлос Сантана / Джерри Деплюсси / Вайклеф Жан / Карл Пераццо / Хай Мур / Рауль Реков)         | —              | —          | Полная команда | —              |
| Выпуск 10 (29 марта) | Zivert             | 2 | «Улетаю» (Байгали Серкебаев) | Полина Чусовитина    | Карина Кагермазова  | «Зелёные волны» (Аркадий Котковс / Богдан Леонович)                                                           | —              | —          | Полная команда | —              |
| Выпуск 10 (29 марта) | Полина Гагарина    | 3 | «Я здесь» (Валерий Кипелов / Маргарита Пушкина) | Евгений Курчич       | Дарья Звездина      | «Пёрышко» (Александр Пинегин / Андрей Усачёв)                                                                 |                | Недоступно | Полная команда | —              |
| Выпуск 10 (29 марта) | Полина Гагарина    | 3 | «Я здесь» (Валерий Кипелов / Маргарита Пушкина) | Евгений Курчич       | Софья Льорет        | «Bang Bang» (Мартин Сандберг / Саван Котеча / Оника Мараж / Рикард Гёранссон)                                 | Полная команда | Недоступно | Полная команда | —              |
| Выпуск 10 (29 марта) | Владимир Пресняков | 4 | «Романс» (Анатолий Бальчев / Николай Гумилёв) | Георгий Русских      | Марьяна Чукова      | «Flowers» (Майли Сайрус / Грегори Хейн / Майкл Поллак)                                                        | Полная команда | —          | Полная команда | —              |
| Выпуск 10 (29 марта) | Владимир Пресняков | 4 | «Романс» (Анатолий Бальчев / Николай Гумилёв) | Георгий Русских      | Вита Макурина       | «Bring Me to Life» (Эми Ли / Бен Муди / Дэвид Ходжес)                                                         | Полная команда | —          | Полная команда | —              |
|                      |                    |   | |                      |                     | |                |            |                |                |
| Выпуск 11 (5 апреля) | Владимир Пресняков | 1 | «Отпускаю» (Марина Максимова / Алсу Ишметова) | Анастасия Мартынова  | Александр Новиков   | «Небо на ладони» (Иосиф Павлиашвили / Константин Губин)                                                       | Полная команда | —          | Полная команда |                |
| Выпуск 11 (5 апреля) | Владимир Пресняков | 1 | «Отпускаю» (Марина Максимова / Алсу Ишметова) | Анастасия Мартынова  | Арсен Джалавян      | «Розовый фламинго» (Алёна Свиридова)                                                                          | Полная команда | —          | Полная команда | Полная команда |
| Выпуск 11 (5 апреля) | Полина Гагарина    | 2 | «It’s Now or Never» / «Tutti Frutti» (Эдуардо ди Капуа / Джованни Капурро / Уолли Голд / Альфредо Маззуччи / Аарон Шредер / Ричард Пеннимен / Дороти Лабостри / Джо Лубин) | Богдан Шувалов       | Инна Евтушенко      | «Ария из оперы „Иоланта“» / «We Will Rock You» (Пётр Ильич Чайковский / Модест Ильич Чайковский / Брайан Мэй) | Полная команда | Недоступно | Полная команда | Полная команда |
| Выпуск 11 (5 апреля) | Полина Гагарина    | 2 | «It’s Now or Never» / «Tutti Frutti» (Эдуардо ди Капуа / Джованни Капурро / Уолли Голд / Альфредо Маззуччи / Аарон Шредер / Ричард Пеннимен / Дороти Лабостри / Джо Лубин) | Богдан Шувалов       | Диана Макарова      | «Останусь» (Дмитрий Притула / Леонид Притула / Валерий Стронский)                                             | Полная команда | Недоступно | Полная команда | Полная команда |
| Выпуск 11 (5 апреля) | Антон Беляев       | 3 | «Что происходит?» (Леонид Агутин) | Бэка Шошиашвили      | Марина Яковлева     | «Maria» (Джимми Дестри)                                                                                       | Полная команда | —          | Полная команда | Полная команда |
| Выпуск 11 (5 апреля) | Антон Беляев       | 3 | «Что происходит?» (Леонид Агутин) | Бэка Шошиашвили      | Эмма Дергилева      | «Старый отель» (Евгений Хавтан / Карен Кавалерян)                                                             | Полная команда | —          | Полная команда | Полная команда |
| Выпуск 11 (5 апреля) | Zivert             | 4 | «Чистые пруды» (Давид Тухманов / Леонид Гендель) | Алексей Сулима       | Мажд Акрут          | «Part-Time Lover» (Стиви Уандер)                                                                              | Полная команда | —          | Полная команда | Полная команда |
| Выпуск 11 (5 апреля) | Zivert             | 4 | «Чистые пруды» (Давид Тухманов / Леонид Гендель) | Алексей Сулима       | Алина Калашникова   | «Он тебя целует» (Сергей Жуков / Алексей Потехин)                                                             | Полная команда |            | Полная команда | Полная команда |

## Четвертьфинал

### Выпуск № 12: Четвертьфинал
Прямой эфир Четвертьфинала состоялся 12 апреля 2024 года. В команде каждого наставника осталось три участника. По результатам голосования зрителей и наставников в Полуфинал прошли по два вокалиста от каждой команды.
| Выпуск                | Наставник          | №  | Участник             | Песня                                                                           | Голоса наставника | Голоса зрителей | Сумма голосов | Итог               |
| --------------------- | ------------------ | -- | -------------------- | ------------------------------------------------------------------------------- | ----------------- | --------------- | ------------- | ------------------ |
| Выпуск 12 (12 апреля) | Полина Гагарина    | 1  | Богдан Шувалов       | «Полетели» (Татьяна Залужная)                                                   | 50 %              | 48,6 %          | 98,6 %        | Прошёл в Полуфинал |
| Выпуск 12 (12 апреля) | Полина Гагарина    | 2  | Алина Калашникова    | «Больно» (Нюша Шурочкина)                                                       | 20 %              | 25,2 %          | 45,2 %        | Выбыла             |
| Выпуск 12 (12 апреля) | Полина Гагарина    | 3  | Евгений Курчич       | «Поздно» (Виктор Дробыш / Елена Стюф)                                           | 30 %              | 26,2 %          | 56,2 %        | Прошёл в Полуфинал |
| Выпуск 12 (12 апреля) | Zivert             | 4  | Анатолий Колмагоров  | «Señorita» (Джастин Тимберлейк / Чад Хьюго / Фаррелл Уильямс / Богдан Леонович) | 20 %              | 14,2 %          | 34,2 %        | Выбыл              |
| Выпуск 12 (12 апреля) | Zivert             | 5  | Полина Чусовитина    | «Всё в твоих руках» (Леонид Агутин / Герман Витке)                              | 30 %              | 17,5 %          | 47,5 %        | Прошла в Полуфинал |
| Выпуск 12 (12 апреля) | Zivert             | 6  | Алексей Сулима       | «Любовь, похожая на сон» (Игорь Крутой / Валерия Горбачева)                     | 50 %              | 68,3 %          | 118,3 %       | Прошёл в Полуфинал |
| Выпуск 12 (12 апреля) | Антон Беляев       | 7  | Бэка Шошиашвили      | «’O sole mio» (Эдуардо ди Капуа / Альфредо Маццукки / Джованни Капурро)         | 50 %              | 22,1 %          | 72,1 %        | Прошёл в Полуфинал |
| Выпуск 12 (12 апреля) | Антон Беляев       | 8  | Александр Новиков    | «Я буду помнить» (Александр Иванов)                                             | 20 %              | 31,1 %          | 51,1 %        | Выбыл              |
| Выпуск 12 (12 апреля) | Антон Беляев       | 9  | Анастасия Садковская | «Natural Blues» (Ричард Холл / Вера Холл / Алан Ломакс)                         | 30 %              | 46,8 %          | 76,8 %        | Прошла в Полуфинал |
| Выпуск 12 (12 апреля) | Владимир Пресняков | 10 | Анастасия Мартынова  | «Звёзды» (Владимир Кристовский / Татьяна Лукина)                                | 20 %              | 15,5 %          | 35,5 %        | Выбыла             |
| Выпуск 12 (12 апреля) | Владимир Пресняков | 11 | Георгий Русских      | «Замок из дождя» (Владимир Пресняков / Карен Кавалерян)                         | 50 %              | 34,5 %          | 84,5 %        | Прошёл в Полуфинал |
| Выпуск 12 (12 апреля) | Владимир Пресняков | 12 | Дарья Звездина       | «Я твоя» (Полина Гагарина)                                                      | 30 %              | 50 %            | 80 %          | Прошла в Полуфинал |

## Полуфинал

### Выпуск № 13: Полуфинал
Прямой эфир Полуфинала состоялся 19 апреля 2024 года. В команде каждого наставника осталось два участника. По результатам голосования зрителей и наставников в Финал прошли по одному вокалисту от каждой команды.
| Выпуск                | Наставник          | № | Участник             | Песня                                                                             | Голоса наставника | Голоса зрителей | Сумма голосов | Итог           |
| --------------------- | ------------------ | - | -------------------- | --------------------------------------------------------------------------------- | ----------------- | --------------- | ------------- | -------------- |
| Выпуск 13 (19 апреля) | Полина Гагарина    | 1 | Евгений Курчич       | «The Show Must Go On» (Брайан Мэй / Джон Дикон / Роджер Тейлор / Фредди Меркьюри) | 40 %              | 26,5 %          | 66,5 %        | Выбыл          |
| Выпуск 13 (19 апреля) | Полина Гагарина    | 2 | Богдан Шувалов       | «Грешная страсть» (Байгали Серкебаев / Баглан Садвакасов / Илья Резник)           | 60 %              | 73,5 %          | 133,5 %       | Прошёл в Финал |
| Выпуск 13 (19 апреля) | Антон Беляев       | 3 | Бэка Шошиашвили      | «Overjoyed» (Стиви Уандер)                                                        | 40 %              | 29,6 %          | 69,6 %        | Выбыл          |
| Выпуск 13 (19 апреля) | Антон Беляев       | 4 | Анастасия Садковская | «Острова» (Юрий Чернавский / Леонид Дербенёв)                                     | 60 %              | 70,4 %          | 130,4 %       | Прошла в Финал |
| Выпуск 13 (19 апреля) | Владимир Пресняков | 5 | Дарья Звездина       | «Нечего терять» (Егор Солодовников)                                               | 40 %              | 43,1 %          | 83,1 %        | Выбыла         |
| Выпуск 13 (19 апреля) | Владимир Пресняков | 6 | Георгий Русских      | «Я привык бродить один» (Алексей Романов)                                         | 60 %              | 56,9 %          | 116,9 %       | Прошёл в Финал |
| Выпуск 13 (19 апреля) | Zivert             | 7 | Алексей Сулима       | «Тут и там» (Алексей Чумаков / Константин Арсенев)                                | 60 %              | 68,5 %          | 128,5 %       | Прошёл в Финал |
| Выпуск 13 (19 апреля) | Zivert             | 8 | Полина Чусовитина    | «Я просто люблю тебя» (Денис Ковальский)                                          | 40 %              | 31,5 %          | 71,5 %        | Выбыла         |

| № | Исполнители                                         | Песня                                           |
| - | --------------------------------------------------- | ----------------------------------------------- |
| 1 | Николай Расторгуев, Евгений Курчич, Богдан Шувалов  | «Конь» (Игорь Матвиенко / Александр Шаганов)    |
| 2 | Ева Польна, Бэка Шошиашвили, Анастасия Садковская   | «Лучшее в тебе» (Ева Польна / Юрий Усачёв)      |
| 3 | Баста, Дарья Звездина, Георгий Русских              | «На заре» (Олег Парастаев)                      |
| 4 | Любовь Успенская, Алексей Сулима, Полина Чусовитина | «Ещё минута» (Армандо Мансанеро / Регина Лисиц) |

## Финал

### Выпуск № 14: Финал
Прямой эфир Финала состоялся 27 апреля 2024 года. Четыре сильнейших вокалиста проекта (каждый из них — в своей команде) исполнили по две сольных песни и одну в дуэте со своим наставником.
| Выпуск                | Наставник          | Участник             | № | Дуэт с наставником | № | Соло № 1                                                                         | №      | Соло № 2                                               | Голоса зрителей | Итог            |
| Выпуск 14 (27 апреля) |                    |                      |   | |   |                                                                                  |        |                                                        |                 |                 |
| --------------------- | ------------------ | -------------------- | - | --- | - | -------------------------------------------------------------------------------- | ------ | ------------------------------------------------------ | --------------- | --------------- |
| Выпуск 14 (27 апреля) | Владимир Пресняков | Георгий Русских      | 1 | «Аэропорты» (Леонид Агутин) | 5 | «Группа крови» (Виктор Цой / Георгий Гурьянов / Юрий Каспарян / Игорь Тихомиров) | 9      | «Моя любовь» (Владимир Кузьмин / Татьяна Артемьева)    | 33,1 %          | Второе место    |
| Выпуск 14 (27 апреля) | Полина Гагарина    | Богдан Шувалов       | 2 | «A Million Voices» (Габриэль Аларес / Иоаким Бьёрнберг / Катрина Нурберген / Полина Гагарина / Леонид Гуткин / Владимир Матецкий) | 6 | «Adagio» (Томазо Альбинони / Ремо Джадзотто)                                     | 10     | «Единственная моя» (Олег Газманов)                     | 35,4 %          | Победитель      |
| Выпуск 14 (27 апреля) | Антон Беляев       | Анастасия Садковская | 3 | «Robots» (Антон Беляев / Виктория Жук)                                                                                            | 7 | «О нём» (Ирина Дубцова)                                                          | Выбыла | Выбыла                                                 | Выбыла          | Четвёртое место |
| Выпуск 14 (27 апреля) | Zivert             | Алексей Сулима       | 4 | «неболей» (Василий Вакуленко / Богдан Леонович)                                                                                   | 8 | «На меньшее я не согласен» (Николай Носков / Людовик-Олег Гегельский)            | 11     | «Я люблю тебя до слёз» (Игорь Крутой / Игорь Николаев) | 31,5 %          | Третье место    |

| № | Исполнитель                 | Песня |
| - | --------------------------- | --- |
| 1 | Анастасия Садковская        | «Не плачь» (Андрей Боголюбов / Николай Тагрин) |
| 2 | Богдан Шувалов (победитель) | «It’s Now or Never» / «Tutti Frutti» (Эдуардо ди Капуа / Джованни Капурро / Уолли Голд / Альфредо Маззуччи / Аарон Шредер / Ричард Пеннимен / Дороти Лабостри / Джо Лубин) |

## Лучший наставник сезона
Результаты
| - Лучший наставник - Второе место - Третье место - Четвёртое место | - Лучший наставник выпуска |

| Наставник          | Голосование (по выпускам) | Голосование (по выпускам) | Голосование (по выпускам) | Голосование (по выпускам) | Голосование (по выпускам) | Голосование (по выпускам) | Голосование (по выпускам) | Голосование (по выпускам) | Голосование (по выпускам) | Голосование (по выпускам) | Голосование (по выпускам) | Голосование (по выпускам) | Голосование (по выпускам) | Голосование (по выпускам) | Итог             |
| Наставник          | #1                        | #2                        | #3                        | #4                        | #5                        | #6                        | #7                        | #8                        | #9                        | #10                       | #11                       | #12                       | #13                       | Общее                     | Итог             |
| ------------------ | ------------------------- | ------------------------- | ------------------------- | ------------------------- | ------------------------- | ------------------------- | ------------------------- | ------------------------- | ------------------------- | ------------------------- | ------------------------- | ------------------------- | ------------------------- | ------------------------- | ---------------- |
|                    |                           |                           |                           |                           |                           |                           |                           |                           |                           |                           |                           |                           |                           |                           |                  |
| Полина Гагарина    | 30 %                      | 30 %                      | 30 %                      | 26 %                      | 34 %                      | 35 %                      | 34 %                      | 35 %                      | 38 %                      | 33 %                      | 35 %                      | 32 %                      | 33 %                      | 32 %                      | Лучший наставник |
| Владимир Пресняков | 32 %                      | 38 %                      | 37 %                      | 33 %                      | 25 %                      | 31 %                      | 34 %                      | 26 %                      | 25 %                      | 23 %                      | 27 %                      | 24 %                      | 30 %                      | 31 %                      | Второе место     |
| Антон Беляев       | 25 %                      | 21 %                      | 22 %                      | 30 %                      | 25 %                      | 21 %                      | 20 %                      | 23 %                      | 21 %                      | 23 %                      | 23 %                      | 22 %                      | 22 %                      | 23 %                      | Третье место     |
| Zivert             | 13 %                      | 11 %                      | 11 %                      | 11 %                      | 16 %                      | 13 %                      | 12 %                      | 16 %                      | 16 %                      | 21 %                      | 15 %                      | 22 %                      | 15 %                      | 14 %                      | Четвёртое место  |

## Рейтинги сезона
| №  | Выпуск                           | Дата показа     | Код выпуска | Время показа (UTC+3) | Аудитория | Аудитория | Источник |
| №  | Выпуск                           | Дата показа     | Код выпуска | Время показа (UTC+3) | Рейтинг   | Доля      | Источник |
| -- | -------------------------------- | --------------- | ----------- | -------------------- | --------- | --------- | -------- |
| 1  | «Слепые прослушивания. Выпуск 1» | 19 января 2024  | 1201        | Пятница 21:45        | 2.9       | 12 %      | [ 5 ]    |
| 2  | «Слепые прослушивания. Выпуск 2» | 26 января 2024  | 1202        | Пятница 21:45        | 3.0       | 14.1 %    | [ 6 ]    |
| 3  | «Слепые прослушивания. Выпуск 3» | 2 февраля 2024  | 1203        | Пятница 21:45        | 2.9       | 12.5 %    | [ 7 ]    |
| 4  | «Слепые прослушивания. Выпуск 4» | 9 февраля 2024  | 1204        | Пятница 21:45        | 3.2       | 13.9 %    | [ 8 ]    |
| 5  | «Слепые прослушивания. Выпуск 5» | 16 февраля 2024 | 1205        | Пятница 21:45        | 3.1       | 13.6 %    | [ 9 ]    |
| 6  | «Слепые прослушивания. Выпуск 6» | 1 марта 2024    | 1206        | Пятница 21:45        | 2.9       | 13.2 %    | [ 10 ]   |
| 7  | «Слепые прослушивания. Выпуск 7» | 9 марта 2024    | 1207        | Суббота 21:30        | 2.5       | 10.4 %    | [ 11 ]   |
| 8  | «Поединки. Выпуск 1»             | 15 марта 2024   | 1208        | Пятница 21:45        | 2.5       | 12.4 %    | [ 12 ]   |
| 9  | «Поединки. Выпуск 2»             | 22 марта 2024   | 1209        | Пятница 21:45        | 2.9       | 11.1 %    | [ 13 ]   |
| 10 | «Нокауты. Выпуск 1»              | 29 марта 2024   | 1210        | Пятница 21:45        | 2.9       | 12.9 %    | [ 14 ]   |
| 11 | «Нокауты. Выпуск 2»              | 5 апреля 2024   | 1211        | Пятница 21:45        | 2.5       | 11.2 %    | [ 15 ]   |
| 12 | «Четвертьфинал»                  | 12 апреля 2024  | 1212        | Пятница 21:45        | 2.6       | 12.9 %    | [ 16 ]   |
| 13 | «Полуфинал»                      | 19 апреля 2024  | 1213        | Пятница 21:45        | 2.8       | 13.6 %    | [ 17 ]   |
| 14 | «Финал»                          | 27 апреля 2024  | 1214        | Суббота 21:45        | 2.4       | 12 %      | [ 18 ]   |

## Комментарии
1. ↑  Владимир Пресняков — Лучший наставник 1-го выпуска.
2. ↑  Владимир Пресняков — Лучший наставник 2-го выпуска.
3. ↑  Владимир Пресняков — Лучший наставник 3-го выпуска.
4. ↑  Владимир Пресняков — Лучший наставник 4-го выпуска.
5. ↑  Полина Гагарина — Лучший наставник 5-го выпуска.
6. ↑  Полина Гагарина — Лучший наставник 6-го выпуска.
7. 1 2  Владимир Пресняков и Полина Гагарина — Лучшие Наставники 7-го выпуска.
8. ↑  Полина Гагарина — Лучший наставник 8-го выпуска.
9. ↑  Полина Гагарина — Лучший наставник 9-го выпуска.
10. ↑  Полина Гагарина — Лучший наставник  10-го выпуска.
11. ↑  Полина Гагарина — Лучший наставник  11-го выпуска.
12. ↑  Полина Гагарина — Лучший наставник  12-го выпуска.
13. ↑  Полина Гагарина — Лучший наставник  13-го выпуска.